# Pudlikajmy
Pudlikajmy [pronunciación en polaco: /pudliˈkai̯mɨ/] (en alemán: Pudelkeim) es un pueblo en el distrito administrativo de Gmina Górowo Iławeckie, dentro del Distrito de Bartoszyce, Voivodato de Varmia y Masuria, en el norte de Polonia, cercano a la frontera con el Óblast de Kaliningrado de Rusia. Se encuentra aproximadamente 9 kilómetros al sur de Górowo Iławeckie, 21 kilómetros al oeste de Bartoszyce, y 46 kilómetros al norte de la capital regional, Olsztyn.
Hasta 1945 el área era parte de Alemania (Prusia Oriental).

## Población
- 1933: 196
- 1939: 181[2]